# الدوري الهولندي الدرجة الأولى 1969–70
الدوري الهولندي الدرجة الأولى 1969–1970 هو الموسم الرابع عشر من الدوري الهولندي الدرجة الأولى منذ إنشائه في عام 1956. فاز بهذا الموسم نادي فولندام.

## الفرق
يشارك 20 نادي في الدوري: النادي الذي يحتل المرتبة الأولى في هذا الدوري يتأهل مباشرة إلى الدوري الهولندي الممتاز، تأهل في هذه الدوري نادي فولندام.